# Wolfgang Hennig
Wolfgang Hennig (* 3. Mai 1941 in Leipzig) ist ein deutscher Professor für Biologie und Molekularbiologie.

## Biographie
Wolfgang Hennig ist Sohn des bekannten Biologen Willi Hennig. Er besuchte das Gymnasium zu Berlin-Steglitz und studierte nach dem Abitur Biologie an der Freien Universität in Berlin und an der Eberhard Karls Universität Tübingen. Er promovierte 1967 am Max-Planck-Institut für Biologie in Tübingen, 1972 habilitierte er sich dort im Fach Biologie während seiner Tätigkeit als Wissenschaftlicher Assistent. Zwischenzeitlich war er 1968 als postdoctoral fellow an der Universität Edinburgh tätig. 1973 habilitierte er sich im Fach Molekularbiologie an der Universität Zürich und war dort 1973/1974 Oberassistent und Privatdozent am Institut für Molekularbiologie. Von 1974 bis 1977 war er Leiter einer selbständigen Arbeitsgruppe am Friedrich-Miescher-Laboratorium der MPG in Tübingen. 1978 folgte Wolfgang Hennig dem Ruf der Universität Nijmegen auf den Lehrstuhl für Genetik.
Im Jahre 1997 wurde Hennig emeritiert. Seitdem war er Gastprofessor am Institut für Physiologische Chemie der Johannes Gutenberg-Universität Mainz und seit 1999 Honorarprofessor im Fachbereich Biologie der Universität Mainz. Von 1987 bis 2001 veranstaltete er Laborkurse und gab Vorlesungen im Gästelabor der Max-Planck-Gesellschaft am Institute of Biochemistry and Cell Biology (SIBCB) der CAS in Shanghai. Seit 1998 ist er Honorarprofessor an der Chinesischen Akademie der Wissenschaften (CAS), Shanghai, Institut für Zellbiologie, der West China University of Medical Sciences in Chengdu und Tongji Medical College, Huazhong University of Science and Technology in Wuhan. Von 2001 bis 2006 war er Langzeitdozent des Deutschen Akademischen Austauschdiensts (DAAD) mit eigener Arbeitsgruppe aus chinesischen und deutschen Biologie-Studenten am Shanghai Institute for Biological Sciences (SIBS) der Chinesischen Akademie der Wissenschaften und 2006–2008 am CAS-MPG-Partner Institute for Computational Biology (PICB) in Shanghai. Anschließend war er als DAAD-Dozent am St. Luke’s Hospital in Quezon City/Manila auf den Philippinen und an der Biologischen Fakultät der Pontificia Universidad Católica del Ecuador (PUCE) im peruanischen Quito tätig.
Ab 1978 war er Editor und 1982–2003 „Managing Editor“ der Fachzeitschrift Chromosoma. Hennig hat nahezu 100 wissenschaftliche Publikationen in internationalen Zeitschriften. Er veröffentlichte ein Lehrbuch für Genetik im Wissenschaftsverlag Springer und edierte Bände der Reihe Results and Problems in Cell Differentiation. Weitere wissenschaftliche Veröffentlichungen betreffen Manuskripte aus dem Nachlass seines Vaters Willi Hennig sowie überarbeitete Neuauflagen des Taschenbuches der Zoologie von Willi Hennig.
Hennig ist Mitglied der European Molecular Biology Organisation (EMBO), der Gesellschaft für Genetik, der Genetics Society of America und der American Society of Cell Biology. Er war 1998–2001 Mitglied der Management Group der European Biochemistry Node for Interactions with China (EBNIC) der Europäischen Union und 2006–2009 Mitglied des Steering Committee von BIONET.
Wolfgang Hennig ist verheiratet und hat vier Kinder.